# Martha De Laurentiis
Martha De Laurentiis (geboren als Martha Schumacher), (Lancaster (Pennsylvania), 10 juli 1954 – Beverly Hills, 4 december 2021) was een Amerikaans film- en televisieproducent.

## Biografie
Martha De Laurentiis richtte samen met haar echtgenoot Dino De Laurentiis in 1980 de Dino De Laurentiis Company (DDLC) op en werkte de volgende 35 jaar mee als coproducent aan meer dan 40 films en televisieseries. DDLC was betrokken bij de oprichting en beheer van drie grote internationale filmstudio’s, de Screen Gem Studios in Wilmington (North Carolina), de Warner Bros./Village Roadshow Studios, Gold Coast, Australië en de CLA-De Laurentiis studios, gelegen in Ouarzazate, Marokko.
De Laurentiis overleed op 67-jarige leeftijd in haar huis in Beverly Hills aan de gevolgen van een hersentumor.

## Filmografie (selectie)

### Films
- Silver Bullet (1985)
- Hannibal (2001)
- Red Dragon (2002)
- Hannibal Rising (2007)

### Televisie
- Hannibal (2013-2015)